# Valerianella affinis
Valerianella affinis är en kaprifolväxtart som beskrevs av Isaac Bayley Balfour. Valerianella affinis ingår i släktet klynnen, och familjen kaprifolväxter. Inga underarter finns listade i Catalogue of Life.

## Bildgalleri